# Nueva Odesa
Nueva Odesa (en ucraniano: Нова Одеса, romanizado: Nova Odesa) es una ciudad ucraniana perteneciente al óblast de Mikolaiv. Situada en el sur del país, forma parte del raión de Mikolaiv y es centro del municipio (hromada) de Nueva Odesa.  

## Toponimia
El nombre de la ciudad en ruso también es Nueva Odesa (en ruso: Новая Одесса, romanizado: Novaya Odessa).

## Geografía
Nueva Odesa está situada en la orilla derecha del río Bug Meridional, a 40 km al noroeste de Mikolaiv. La altura sobre el nivel del mar es 18 m. 

## Historia
El lugar surgió de un asentamiento cosaco, que se llamó Oleksivske (en ucraniano: Олексіївське) hasta 1739 y estuvo poblado por viejos creyentes rusos. De 1739 a 1832, el nombre Fedorivka (en ucraniano: Федорівка) fue el nombre oficial del lugar, principalmente después de que se establecieran allí los cosacos de Zaporoyia tras la guerra ruso-turca (1768-1774). Después de que las tropas rusas estuvieran estacionadas cerca del sitio, el asentamiento militar pasó a llamarse "Nueva Odesa" en 1832 por instrucciones del zar y luego se disolvió en 1859 y se unió al pueblo. 
Durante los años 1880-1904, las malas cosechas se repitieron cada 2-3 años. En 1897, Nueva Odesa era una ciudad en la gobernación de Jersón, en la que había 550 hogares y unos 3.000 habitantes, había una iglesia, una casa de oración judía, una escuela, un hospital, 2 batidores de lana y bazares y ferias se organizaban regularmente. A finales del siglo XIX se construyó un muelle de carga cerca de la ciudad en el río Bug Meridional. 
Desde 1923 hasta 2020, Nueva Odesa fue la capital del raión del mismo nombre. En el mismo año, una fábrica de ladrillos y tejas, un molino de vapor y cuatro fábricas de mantequilla comenzaron a operar.
Durante la Segunda Guerra Mundial, Nueva Odesa estaba bajo la ocupación alemana en 1941-1943 y más de 1.500 residentes de Nueva Odesa fueron al frente.
En 1976 se le otorgó el estatus de ciudad a Nueva Odesa.
En 1989, la base de la economía local era una fábrica de materiales de construcción y una quesería. En mayo de 1995, el Gabinete de Ministros de Ucrania aprobó la decisión de privatizar ATP-14868, una planta de materiales de construcción y maquinaria agrícola ubicada en la ciudad.
Hasta el 18 de julio de 2020, Nueva Odesa fue el centro administrativo del raión de Nueva Odesa. El raión se abolió en julio de 2020 como parte de la reforma administrativa de Ucrania, que redujo el número de rayones del óblast de Mikolaiv a cuatro. El área del raión de Nueva Odesa se fusionó con el raión de Mikolaiv.

## Demografía
La evolución de la población de Nueva Odesa entre 1859 y 2021 fue la siguiente:
| 2190                                                          | 7600 | 6468 | 12 362 | 13 700 | 14 883 | 14 070 | 12 410 | 12 298 | 11 690 |
| (Fuente: Cities & Towns of Ukraine y UKRAINE: Größere Städte) |      |      |        |        |        |        |        |        |        |

Según el censo de 2001, la lengua materna de la mayoría de los habitantes, el 94,14%, es el ruso; del 4,94% es el ucraniano.

## Economía
Durante casi toda la existencia de Nueva Odesa, se extrajo piedra rakish en el territorio de la ciudad, a partir de la cual se fabricaron los materiales de construcción apropiados. Sin embargo, actualmente, la industria y las empresas de materiales de construcción están en declive.

## Infraestructura

### Transportes
Se encuentra a 28 km de la estación Balovnoe en la línea de trenes Mikolaiv-Odesa.

## Galería

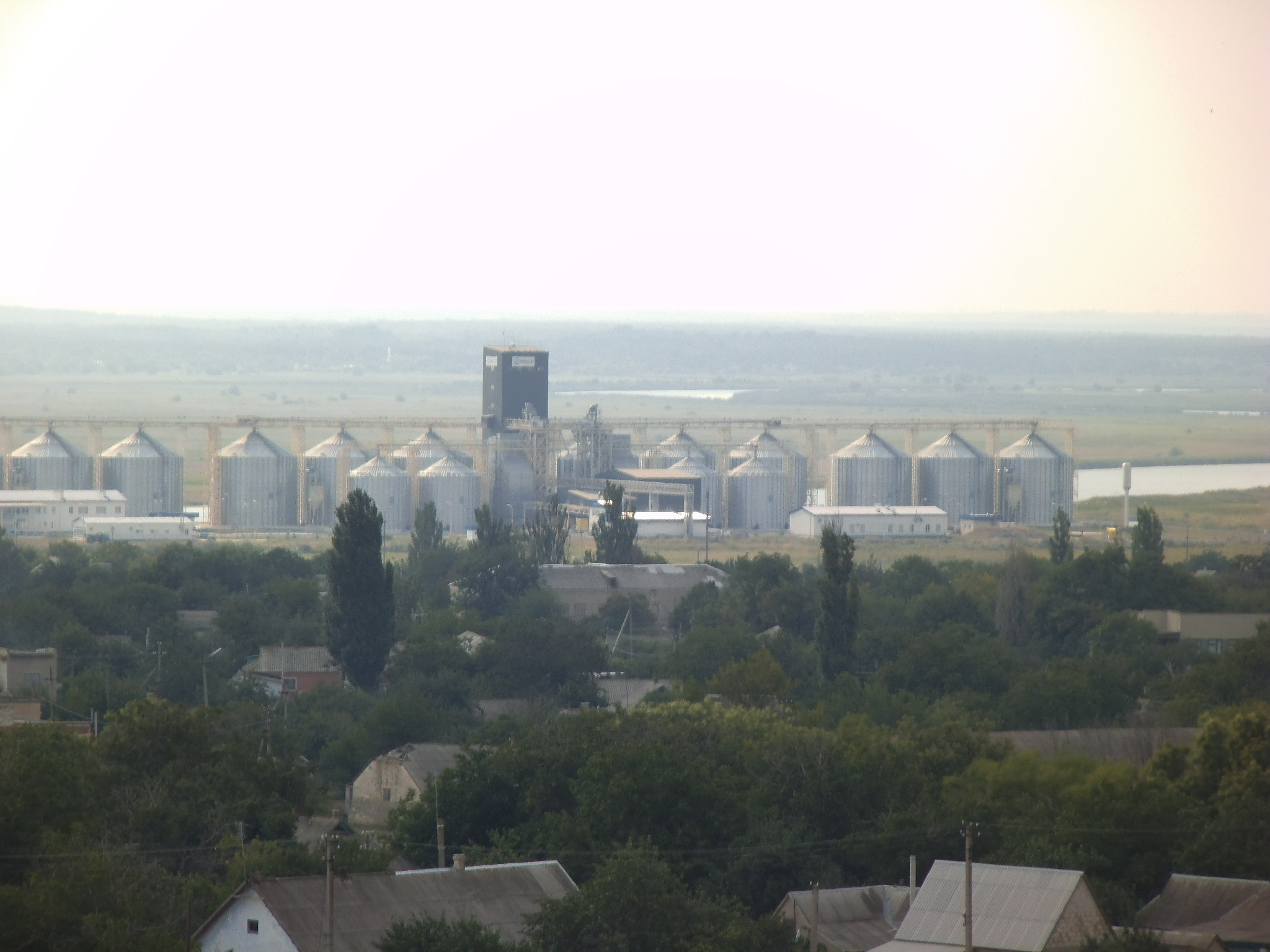
Silos de grano en Nueva Odesa
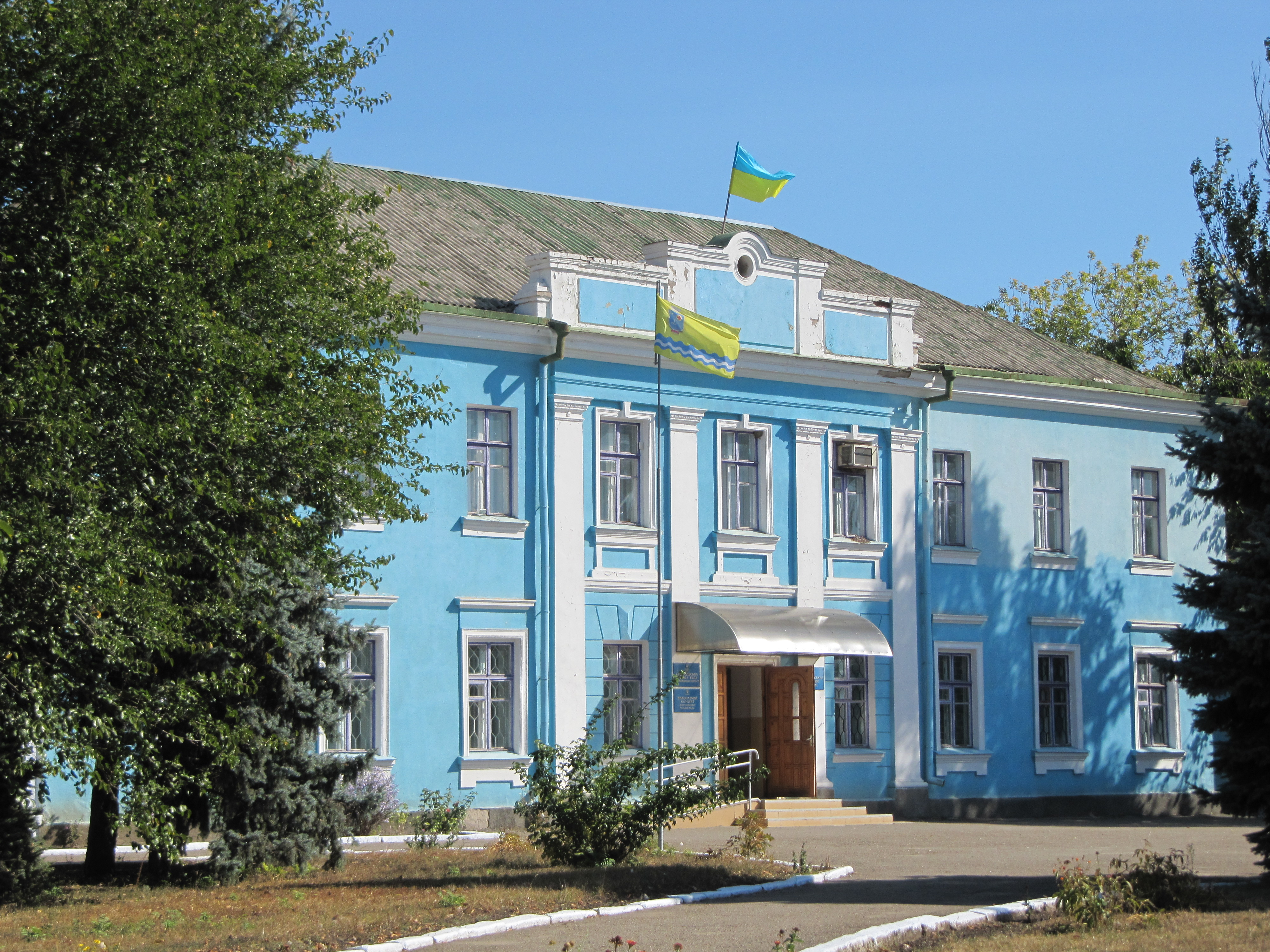
Ayuntamiento de Nueva Odesa
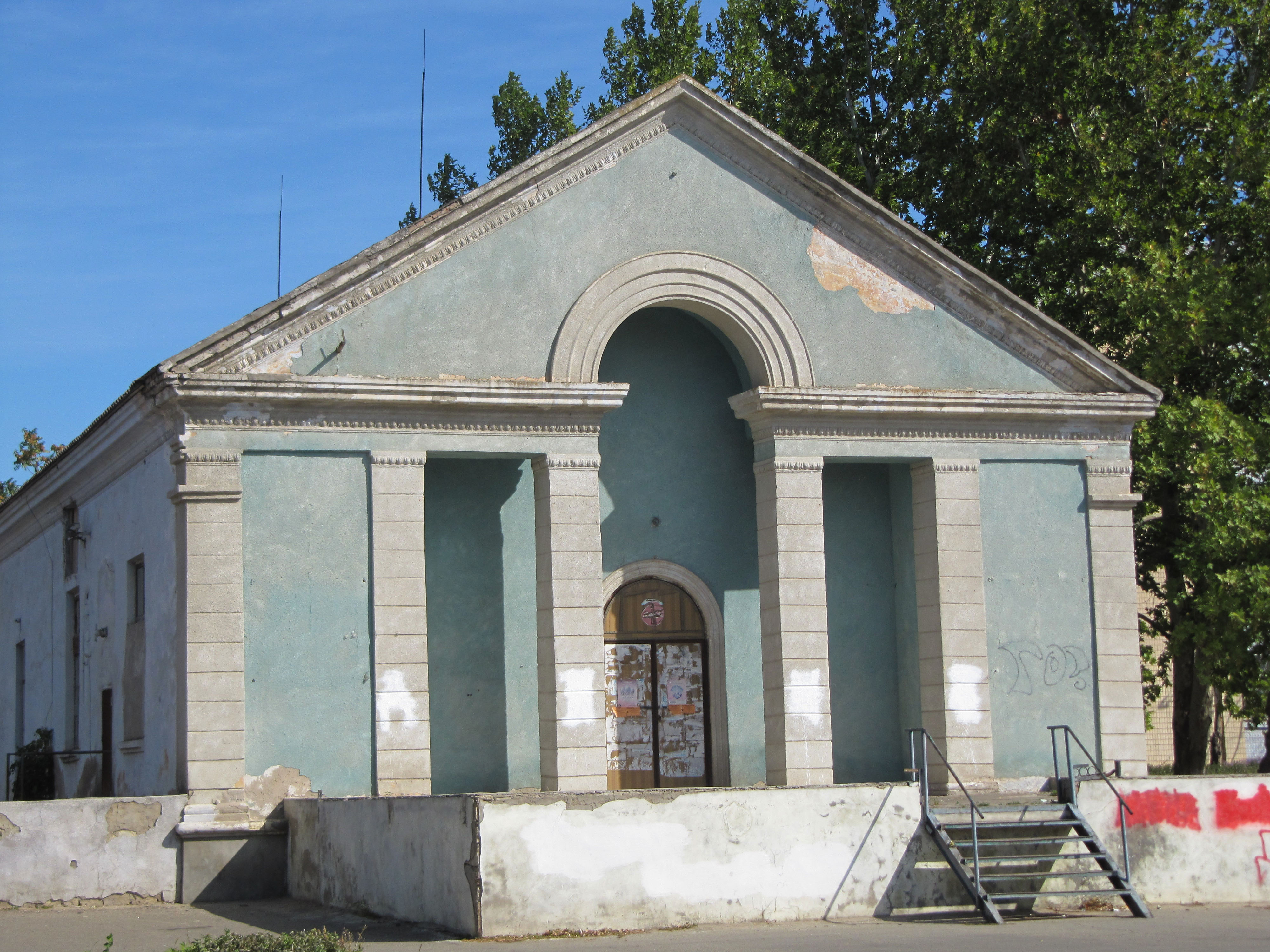
Antiguo cine
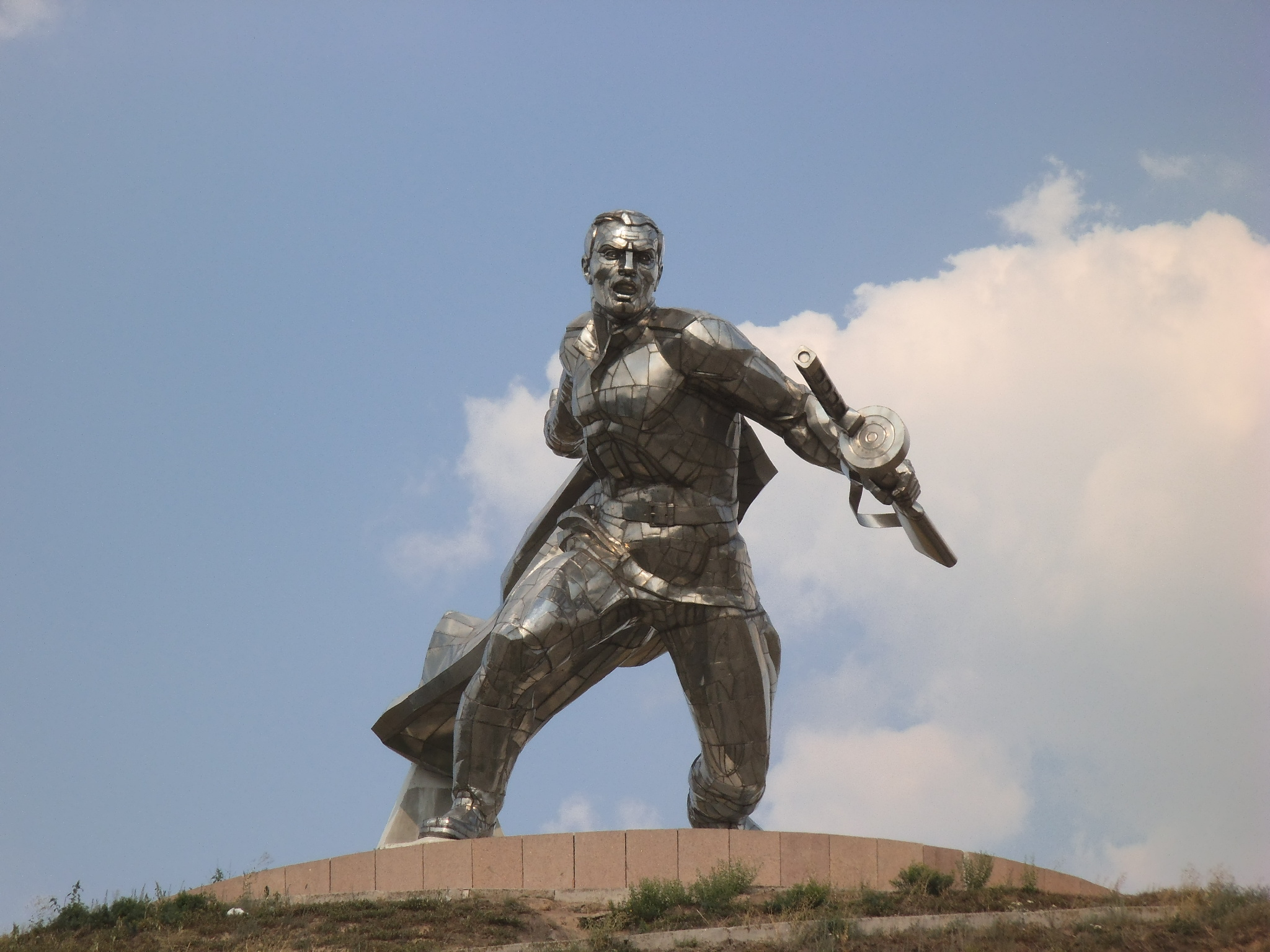
Monumento de la Segunda Guerra Mundial
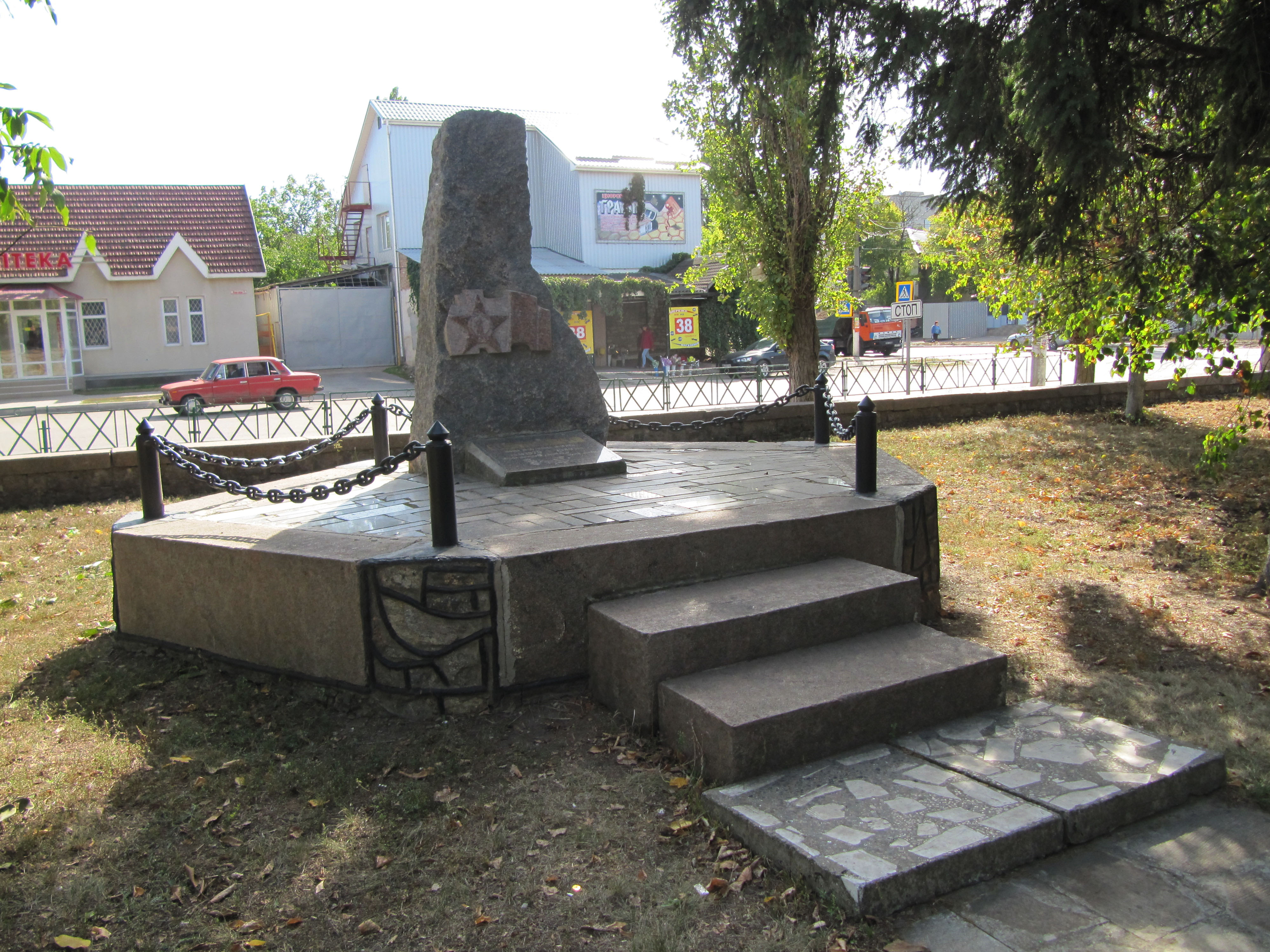
Memorial de la guerra soviético-afgana